# Isola Franklin (Antartide)
L'Isola Franklin (in inglese Franklin Island) è un'isola antartica situata nel mare di Ross a circa 80 km a est di Cape Hickey, nella Terra della Regina Vittoria. Nonostante si trovi a soli 80 km a nord dell'Isola di Beaufort, l'isola Franklin non è considerata parte dell'arcipelago di Ross.
Fu scoperta il 27 gennaio 1841 da James Clark Ross, che la nominò "Franklin Island" in onore di John Franklin, il famoso esploratore artico che nel 1840, da governatore della Terra di Van Diemen (Tasmania), aveva ospitato la spedizione a Hobart durante il suo viaggio verso sud.
L'isola è colonizzata da una grande colonia di pinguini di Adelia.